# 马达钦
馬達欽主教（1967年12月2日—），聖名達陡，上海人，1994年晋铎，2012年晋牧並出任天主教上海教區輔理主教。

## 生平
畢業於佘山修院，1994年12月18日下午三点与向少林、蒋煌纪、陆裕春一同在徐家汇主教座堂晋铎，曾任天主教上海教区光启社主編，浦南總鐸區總鐸。晉牧前任浦東總鐸區總鐸及唐墓桥露德圣母堂主任司鐸。2008年1月8日任上海市政協委員。2011年12月16日，因天主教上海教區邢文之輔理主教的失蹤，獲金魯賢主教委任為上海教区副主教。 
2012年5月30日，在中国天主教爱国会主導下當選上海教區助理主教，但由於上海教區已經有圣座認可的金魯賢助理主教（中国天主教主教团則認證金魯賢為正權主教）了，所以教廷只委任他為輔理主教。
7月7日，在徐家汇主教座堂被祝圣为上海教區助理主教（宗座委任状则任命其为輔理主教）。祝聖典禮前，上海教區神父聚集主教府一樓小堂，宣讀宗座任命狀，馬達欽做信仰宣誓。由於事先預知祝聖典禮中有非法主教參禮，擁有85位神父的上海教區只有12位神父進入主教座堂參與隨後的祝聖典禮，另有其他教區17位神父參與共祭。祝聖典禮由金鲁贤主教主礼，天主教海門教區沈斌主教和天主教蘇州教區徐宏根主教襄禮，並身着红色祭衣，三位主教给马达钦神父覆手。天主教廈門教區蔡炳瑞主教、天主教南昌教區李稣光主教和中国天主教爱国会副主席、天主教闽东教区自选自圣主教詹思禄身着金色祭衣出席，马达钦上前与他们拥抱，他们未参与覆手。
马达钦在晋牧庆典上表示，自己是上海教区的辅理主教，并将不再担任中国天主教爱国会的任何职务（他原來是中国天主教爱国会常务委员）。但此後就同外界失去聯繫，7月8日的主日彌撒也缺席無法主祭。根據天亞社的報道，他遭受當局限制行使牧職，被限制行動於上海市郊的佘山修院內。雖然馬達欽此后未出現在公開場合，不過他的個人博客《上海達陡》還是在不定期更新。
2012年7月下旬，中國天主教愛國會與中國天主教主教團在張掖的一場會議中提到馬達欽的主教任命「嚴重違反主教團的有關規定」。同年12月，中國天主教主教團發報公布撤銷馬達欽助理主教任命的消息。2013年8月19日，上海教区举行金鲁贤主教葬礼，马达钦主教未能出席。2014年3月16日，范忠良主教去世，罗马教廷萬民福音部秘書長韓大輝總主教請求中國政府釋放馬達欽，以讓他為范忠良主教主祭；但馬達欽依然被軟禁而不得親自到場致意。
2016年9月，已成为上海市松江区天主教爱国会成员。2017年1月20日，马达钦在上海市天主教爱国会第八届委员会和上海市天主教教务委员会第七届委员会第二次会议上被增补为上海市天主教爱国会第八届委员会委员和常委。同年复活节，马达钦赴闽东教区，与自选自圣主教詹思禄共祭了复活节弥撒。

## 牧徽

馬達欽主教牧徽

马达钦主教的牧徽由他的铎兄蒋煌纪神父设计。释义如下：
1. 盾牌中间的佘山圣母像，时刻提醒我们要记得教宗本笃十六世的呼吁，教友们要为中国教会向佘山圣母祈祷。并以圣母的象征色——蓝色来衬托佘山圣母。
2. 佘山圣母像两边是中文的牧铭：同心合一；愈显主荣。
3. 以象徵天主教會以及梵蒂岡國旗主要配色的黄白两色绘制出的上海标志性建筑的剪影，用來表示「在同一个天主子民内，聚集着许多不同的民族和文化」。（引用自《天主教教理》第814条）并「藉着教会，把自己的王国伸展至万事万物。」（引用自《天主教教理》第792条）＂
4. 牧徽標語和分別是「合而為一」和「愈顯主榮」的拉丁文。

## 外部連結
- 上海达陡 （页面存档备份，存于）（马达钦主教在新浪博客的个人网志）

| 宗教頭銜                              | 宗教頭銜                                                 | 宗教頭銜           |
| ------------------------------------- | -------------------------------------------------------- | ------------------ |
| 前任： 李思德 主教                    | 天主教上海教区助理主教（自选自圣） 2012年7月－2012年12月 | 繼任： 從缺        |
| 空缺上一位持有相同頭銜者：邢文之 主教 | 天主教上海教区辅理主教（宗座认可） 2012年7月－2016年     | 繼任： 從缺        |
| 前任： 龚天德 神父                    | 天主教上海教区浦东总铎区总铎 年月－年月                  | 繼任： 宋建立 神父 |
| 前任： 沈保义 教友                    | 天主教上海教区光启社主编 1998年12月－                    | 繼任： 白建清 神父 |